# Schnaittach
Schnaittach település Németországban, azon belül Bajorországban. Lakosainak száma 8659 fő (2023. december 31.).

## Népesség
A település népessége az elmúlt években az alábbi módon változott:
| Lakosok száma | 1732 | 3732 | 6891 | 6990 | 7928 | 8105 | 8288 | 8329 | 8450 | 8659 |
|               | 1875 | 1950 | 1975 | 1987 | 2012 | 2014 | 2016 | 2017 | 2021 | 2023 |